# フィオアルト・ヨヌジ
フィオアルト・ヨヌジ（Fjoart Jonuzi 、1996年7月9日 - ）は、アルバニア・クケス出身のサッカー選手。KFティラナ所属。ポジションは、ミッドフィールダー。